# Ludwig Gattermann
Friedrich August Ludwig Gattermann (ur. 20 kwietnia 1860 w Goslar, zm. 20 czerwca 1920 we Fryburgu Bryzgowijskim) – niemiecki chemik, profesor Uniwersytetu w Getyndze. Prowadził badania związków organicznych zawierających bor, krzem i azot. Stworzył metodę syntezy aromatycznych aldehydów.
Od 1881 r. studiował chemię pod kierunkiem Roberta Bunsena na Uniwersytecie w Lipsku oraz pod kierunkiem Carla Liebermanna na Uniwersytecie Technicznym w Berlinie. Pracę nad doktoratem rozpoczął w 1883 r. pod kierunkiem Hansa Hübnera na Uniwersytecie w Getyndze, obronił doktorat w 1885 r., a następnie współpracował z Victorem Meyerem, odkrywcą tiofenu.
Habilitację uzyskał w Getyndze w 1886 r. W 1888 r. rozpoczął trwającą kilkadziesiąt lat współpracę z firmą Friedr. Bayer & Co. (obecnie Bayer AG, wówczas firma produkująca barwniki). W 1889 r. Gattermann podążył za Victorem Meyerem na Uniwersytet w Heidelbergu. W 1900 r. rozpoczął pracę na Uniwersytecie we Fryburgu Bryzgowijskim jako profesor zwyczajny. Pozostał tam do końca swojej kariery.